# اسکار روساندر
اسکار روساندر (انگلیسی: Oscar Rosander؛ ۲۵ ژوئیه ۱۹۰۱ – ۷ مه ۱۹۷۱) یک تدوین‌گر اهل سوئد بود. وی بین سال‌های ۱۹۳۵ تا ۱۹۶۱ میلادی فعالیت می‌کرد.

## فیلم‌شناسی
- بحران
- بندر سر راه
- به شادی
- عذاب
- درسی در عشق